# أرسكين مايو روس
أرسكين مايو روس (بالإنجليزية: Erskine Mayo Ross) هو محامي وقاضي أمريكي، ولد في 30 يونيو 1845 في مقاطعة كلبيبر في الولايات المتحدة، وتوفي في 10 ديسمبر 1928 في لوس أنجلوس في الولايات المتحدة.